# 일단 뜨겁게 청소하라
《일단 뜨겁게 청소하라?!》는 앵고 작가가 카카오페이지에서 매주 금요일에 연재했던 대한민국의 웹툰이다. 2013년 4월 5일에 연재를 시작하여 2016년 6월 10일에 완결되었다. 

## 줄거리
완전무결한 깨끗함을 추구하는 그 남자, 장선결이 무지막지한 더러움을 달고사는 그 여자, 길오솔을 만나 개과천선(?), 인생막장(?), 어이상실로 새롭게 태어나는 신콩트 로맨틱 코미디.

## 등장 인물
- 김오솔
- 장선결
- 권익노

## 시리즈 순서
- 본화 : 2013년 4월 5일 ~ 2015년 11월 6일 (135화, 매주 금요일)
- 특별판 : 2015년 12월 14일 ~ 2016년 6월 10일 (22화, 매주 금요일)
- 외전 : 2018년 11월 26일 ~ 12월 3일 (2화, 매주 금요일)

## 드라마화
- JTBC 《일단 뜨겁게 청소하라》 (실사판, 2018년)